# Coelorinchus carinifer
Coelorinchus carinifer är en fiskart som beskrevs av Gilbert och Carl Leavitt Hubbs 1920. Coelorinchus carinifer ingår i släktet Coelorinchus och familjen skolästfiskar. Inga underarter finns listade i Catalogue of Life.